# NGC 4216

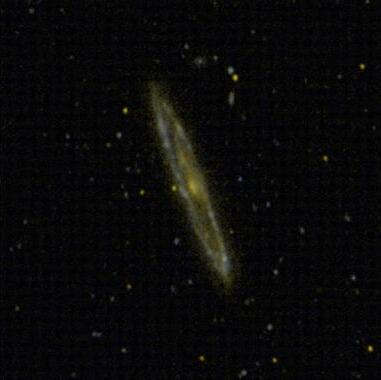
NGC 4216 all'ultravioletto

NGC 4216 è una galassia a spirale intermedia ricca di metalli della costellazione Vergine situata non lontano dal centro dell'Ammasso della Vergine, a circa 40 milioni di anni luce dalla Terra.

## Caratteristiche fisiche
NGC 4216 è fra le galassie a spirale più grandi e brillanti dell'ammasso della Vergine, con una magnitudine assoluta stimata -22 (vale a dire che è più luminosa della galassia di Andromeda) e, come la maggior parte delle spirali dell'ammasso, mostra un deficit di gas che è concentrato nel suo disco ottico. Per essere una galassia di questo tipo ha una densità bassa.
In NGC 4216, oltre a un ricco sistema di ammassi globulari che possono essere fino a cinque volte più popolosi di quelli della nostra galassia, sono presenti due flussi stellari che vengono interpretati come due galassie satelliti.